# Arctia bimaculata
Arctia bimaculata är en fjärilsart som beskrevs av Statt. 1934. Arctia bimaculata ingår i släktet Arctia och familjen björnspinnare. Inga underarter finns listade i Catalogue of Life.